# Pentachondra involucrata
Pentachondra involucrata är en ljungväxtart som beskrevs av Robert Brown. Pentachondra involucrata ingår i släktet Pentachondra och familjen ljungväxter. Inga underarter finns listade i Catalogue of Life.